# Бохоники (Польша)
Бохоники (пол. Bohoniki, тат. Bohoniki, бел. Бахонікі, бел. тат. بوـحـونيكي) — татарская деревня в Польше, Подляское воеводство, Сокульский повят, с населением около 100 человек. Одна из двух татарских деревень в Сокульском повяте, другая — Крушиняны.

## История

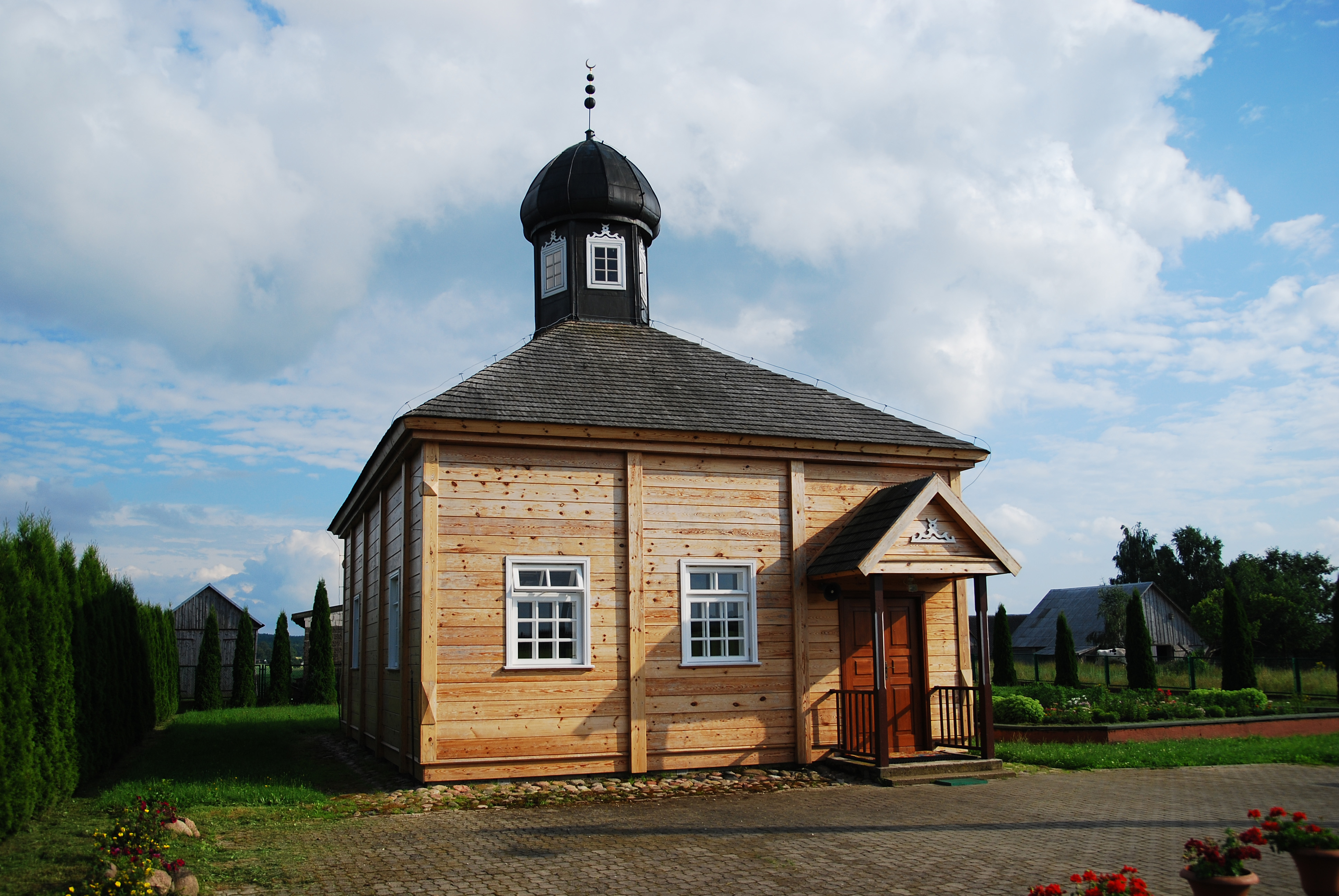
Мечеть в Бохониках)

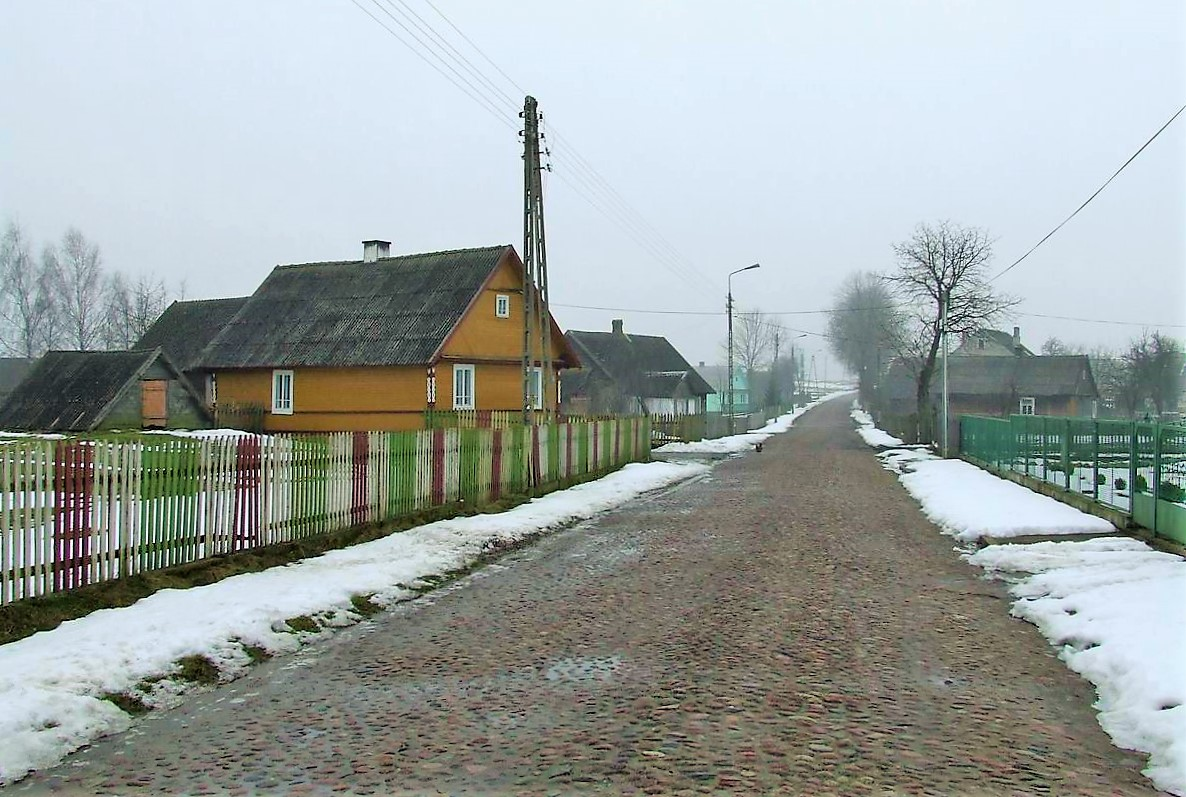
Вид улицы в Бохониках

Деревню основали 30 татарских семей в 1697 году.

## Население
На сегодняшний день в деревне проживает около 100 человек, из них 14 — мусульмане, остальные же католики и православные. Разговаривают на польско-белорусском смешанном говоре.

## Достопримечательности
- Татарская мечеть 19 века — одна из старейших мечетей в Польше.
- Татарское мусульманское кладбище 18 века — Мицар[1].